# Umland
Unter den Bezeichnungen Umland, Vorortgürtel, Agglomerationsgürtel oder umgangssprachlich Speckgürtel versteht man die suburbanen Siedlungen in der Umgebung einer Stadt. In der Regel bezieht sich der Begriff auf politisch selbständige Gemeinden außerhalb der Stadtgrenzen einer Kernstadt. Kernstadt und Umland bilden zusammen ein organisches Ganzes, die Stadtregion. Das Verhältnis zwischen Stadt und Umland, das sich in den Industriestaaten seit Jahrzehnten durch den Prozess der Suburbanisierung zugunsten des Umlands verändert, ist eines der wichtigsten Forschungs- und Arbeitsfelder der Regionalplanung.

## Wirtschaftliche und finanzpolitische Aspekte
Erhebliche soziale, ökonomische und ökologische Probleme entstehen dadurch, dass die umliegenden Gemeinden insbesondere durch die Stadt-Umland-Wanderung (Suburbanisierung) relativ einkommensstarker Haushalte wachsen und vom breiten Infrastrukturangebot der Kernstadt profitieren, ohne über Steuern zu dessen Finanzierung beizutragen. Auch arbeitet ein Großteil der Erwerbstätigen als Pendler in der Kernstadt, zahlt die Lohn- und Einkommensteuern aber in den Wohnsitzgemeinden. Der Begriff „Speckgürtel“ bezieht sich ironisch auf dieses Missverhältnis.

## Aspekte der Stadtentwicklung und Raumordnung
Durch die Zersiedelung im Umland großer Städte verschwimmt die klare Trennung zwischen Stadt und Land; Stadt und umliegende Dörfer wachsen zusammen, Grünzäsuren werden bebaut und damit auch für das Kleinklima der Stadt wichtige Kaltzonen und Sauerstoff produzierende Waldgebiete vernichtet.
Die Entwicklung eines Vorortgürtels trägt auch zur Ausbildung städtischer Monokulturen bei: Die strikte räumliche Trennung von Wohn- und Arbeitsbereich führt gleichzeitig zur Bildung von Trabantenstädten, die tagsüber wie ausgestorben wirken, zur kulturellen Auszehrung der Städte, die von den Menschen am Feierabend fluchtartig verlassen werden, und zur Entwicklung permanenter Verkehrsüberlastung durch die Pendlerströme zwischen Umland und Innenstadt.
Um solchen Entwicklungstendenzen planerisch vorzubeugen, unterhalten deutsche Stadt- und Metropolregionen Regionalverbände und gemeinsame Landesplanungen. Auch das Prinzip der Bildung von Sektoralkreisen soll den Nachteilen der Vorortgürtel entgegenwirken.

## Herausforderungen von Stadtstaaten und Grenzregionen
Dieses fiskalische Problem stellt sich in besonderer Schärfe für Stadtstaaten, da sie von ihren Umlandgemeinden politisch nicht nur durch eine Stadt-, sondern auch durch eine Landesgrenze getrennt sind: Während die Ausbildung eines Vorortgürtels etwa um Frankfurt am Main oder München für die Städte selbst nachteilig ist, werden die damit verbundenen Steuerkraftverluste über den jeweiligen Landeshaushalt und über den landesinternen kommunalen Finanzausgleich doch zumindest teilweise kompensiert. Die Steuerkraft der Umlandgemeinden der Stadtstaaten kommt hingegen allein den Nachbarländern zugute und wird dort nur intern umverteilt.
Ein ähnliches Problem tritt auf, wo die Agglomeration durch Landes- oder internationale Grenzen zerteilt wird und die jenseits der Grenze liegenden Vororte für die Kernstadt politisch, planerisch und fiskalisch unerreichbar sind. Aufgrund der unterschiedlichen politischen und Rechtssysteme ist hier auch die Bildung von Stadt-Umland-Organisationen schwer durchführbar. Ein gutes Beispiel stellt hier die Stadt Basel mit ihrem Ballungsraum dar, der sich in den Kanton Basel-Landschaft sowie nach Deutschland und Frankreich erstreckt.
Weitere Städte mit Vorortgürtel:
- Berlin, Hamburg, München, Region Rhein-Ruhr, Frankfurt am Main, Hannover, Dresden, Stuttgart, Karlsruhe, Freiburg im Breisgau, Region Rhein-Neckar.